# Zvjezdoliki zvjezdolan
Zvjezdoliki zvjezdolan (zviezdolika metiljka, lat. Lysimachia linum-stellatum, sin. Asterolinon linum-stellatum), Jednogodišnja je biljka i raste prvenstveno u suptropskom biomu na Kanarskim otocima i Mediteranu do Irana. Raste i u Hrvatskoj
Vrsta je nekada ukjljučivana u rod Asterolinon (zvjezdolan), sinonim roda Lysimachia (protivak).

## Sinonimi
- Asterolinon linum-stellatum (L.) Duby in A.P.de Candolle, Prodr. 8: 68 (1844)
- Asterolinon stellatum Hoffmanns. & Link in Fl. Portug. 1: 333 (1820), nom. superfl.
- Asterolinon lysimachioideum St.-Lag. in Ann. Soc. Bot. Lyon 7: 64 (1880)
- Lysimachia linifolia Salisb. in Prodr. Stirp. Chap. Allerton: 120 (1796)
- Lysimachia stellata St.-Lag. in Ann. Soc. Bot. Lyon 7: 130 (1880)

## Vanjske poveznice
|  | Zajednički poslužitelj ima još gradiva o temi Asterolinon linum-stellatum |
|  | Wikivrste imaju podatke o taksonu Lysimachia linum-stellatum              |